# Gare centrale de Dortmund
La gare centrale de Dortmund (en allemand : Dortmund Hauptbahnhof) est une gare ferroviaire, située en bordure du centre-ville de Dortmund dans le land de Rhénanie-du-Nord-Westphalie, en  Allemagne. C'est la plus importante de la ville et compte parmi des gares les plus fréquentées du pays. 
Une grande partie des trains grandes lignes traversant la région de la Ruhr y passent. Elle est en correspondance avec plusieurs lignes régionales et de transports urbains (métro léger de Dortmund).

## Histoire

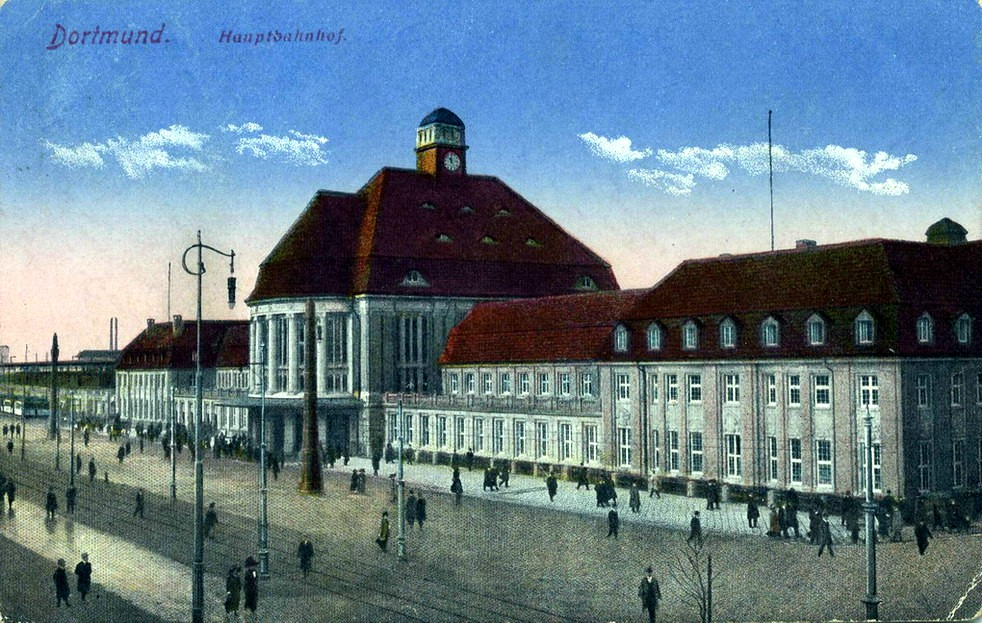
La gare vers 1930.

Une première gare ferroviaire dans cet endroit fut inaugurée le 15 mai 1847. À partir de 1849, elle fut le terminus de la ligne Elberfeld – Dortmund. En 1910, un nouvel bâtiment est érigé, à cette époque l'une des plus grandes gares dans l'Empire allemand.
Tout comme le centre historique de la ville, les installations ferroviaires ont été détruites par les bombardements dévastateurs durant la Seconde Guerre mondiale. Après la guerre, le bâtiment principal actuel a été construit en 1952. 
Au cours des dernières années, des plans pour une nouvelle construction furent développés puis rejetés. Finalement, les installations existantes ont été entièrement restaurées et modernisées. D'autres mesures sont prévues.

## Service des voyageurs
La gare accueille environ 190 000 usagers par an

### Desserte
| Ligne  | Trajet | Fréquence         |
| ------ | --- | ----------------- |
| ICE 10 | Berlin Gesundbrunnen et Hbf - Hanovre Hbf - Hamm - Dortmund Hbf – Bochum Hbf – Essen Hbf – Duisbourg Hbf – Düsseldorf Hbf – (Köln Messe/Deutz – Köln/Bonn Flughafen) | Toutes les heures |
| ICE 31 | Hambourg Hbf - Brême Hbf - Münster - Dortmund Hbf - (Hagen Hbf - Wuppertal Hbf) ou (Bochum – Essen – Duisburg – Düsseldorf) - Cologne Hbf – Bonn Hbf - Coblence - Mayence Hbf - Francfort aéroport et Hbf - Würzburg Hbf – Nürnberg Hbf – Regensburg Hbf) ou (Mannheim Hbf – Karlsruhe Hbf – Fribourg Hbf – Basel Bad Bf – Basel SBB) | 1 train           |
| ICE 41 | (Dortmund – Bochum) – Essen – Duisburg – Düsseldorf – Köln Messe/Deutz – Frankfurt (Main) Flughafen Fernbf – Frankfurt (Main) – Aschaffenburg – Würzburg – Nürnberg – (Ingolstadt) – München – (Garmisch-Partenkirchen) | 1 train           |
| ICE 43 | Hannover – Bielefeld – Hamm (Westf) – Dortmund – Hagen – Wuppertal – Solingen – Köln – Siegburg/Bonn – Frankfurt aéroport – Mannheim – Karlsruhe – Freiburg – Basel Bad Bf – Basel SBB | 1 train           |
| ICE 91 | Dortmund (Bochum – Essen – Düsseldorf) ou (Hagen – Wuppertal – Solingen) - Köln – Koblenz – Mainz – Frankfurt aéroport – Frankfurt Hbf – Hanau – (Aschaffenburg) – Würzburg – Nürnberg – Regensburg – Passau – Wien Wbf | 1 train           |